# Kirche des Nicht von Menschenhand geschaffenen Erlöserbildnisses im ehemaligen Andronikow-Kloster

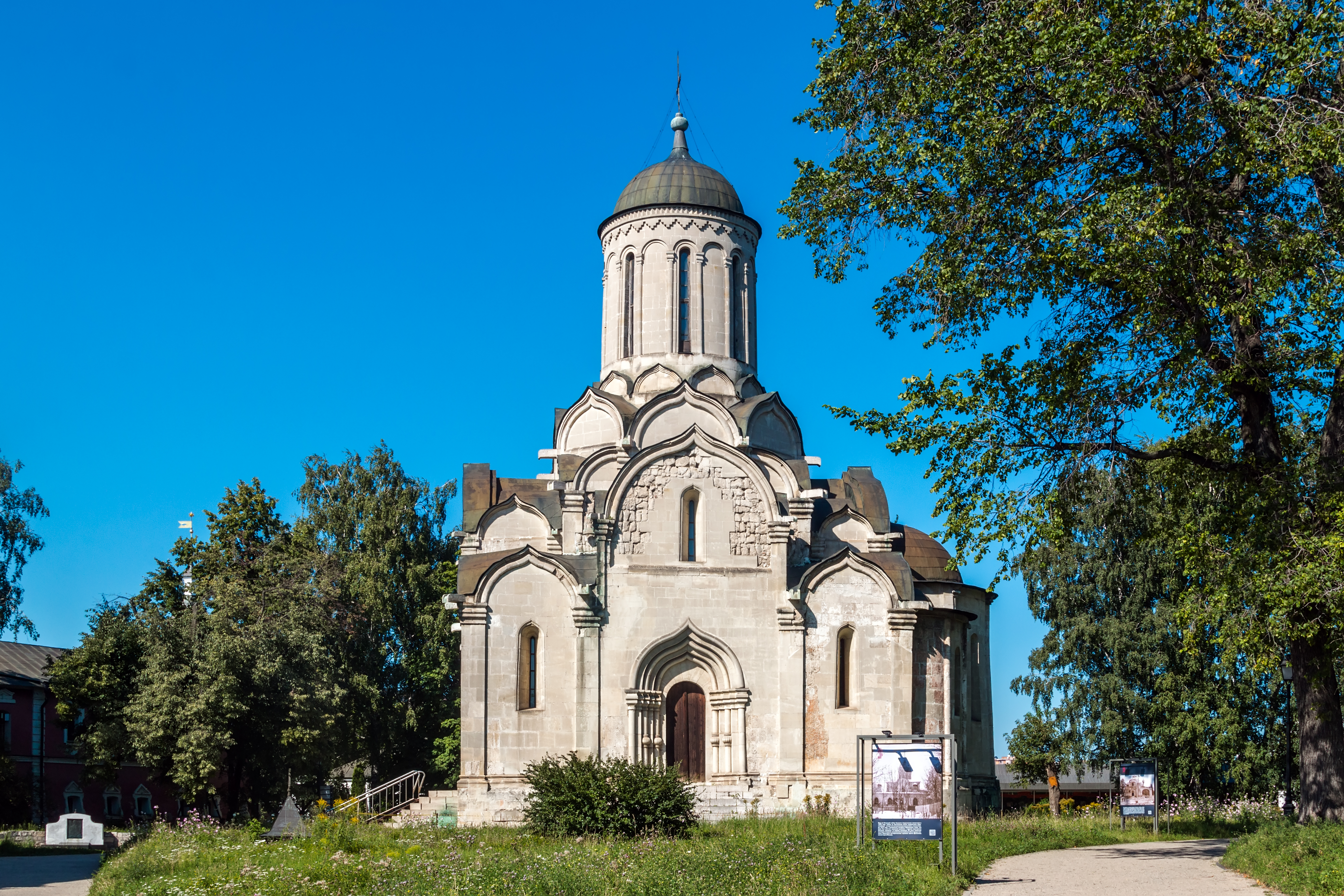
Kirche des Nicht von Menschenhand geschaffenen Erlöserbildnisses

Die Kirche des Nicht von Menschenhand geschaffenen Erlöserbildnisses im ehemaligen Andronikow-Kloster (russisch Спасский собор Андроникова монастыря, transkribiert Spassky sobor Andronikowskogo monastyrja „Spassky-Kathedrale des Andronikov-Klosters“) ist eine im Moskauer Stadtteil Taganski im Zentralen Verwaltungsbezirk gelegene russisch-orthodoxe Kirche aus dem ersten Drittel des 15. Jahrhunderts. Sie ist die älteste partiell erhaltene Kirche in Moskau außerhalb des Kreml.

## Baugeschichte
Die Kirche des Nicht von Menschenhand geschaffenen Erlöserbildnisses wurde in der Zeit 1410 bis 1427 (genauer wahrscheinlich 1425 bis 1427) an Stelle eines hölzernen Vorgängerbaues errichtet, der seit Anfang des Andronikow-Klosters (1357) existierte. Möglicherweise gab es ursprünglich auch eine Steinkirche, die im Zeitraum zwischen 1360 und 1380 gebaut wurde. Die dreiapsidiale Kreuzkuppelkirche mit vier Pfeilern des Nicht von Menschenhand geschaffenen Erlöserbildnisses ist ein architektonisches Denkmal des Baustils von Wladimir-Susdal. Die Wandmalerei der Kirche, die sich nicht erhielt, stammte von Andrej Rubljow und Daniil Tschorni.
In Verbindung mit zahlreichen Überbauungen im 17. und 18. Jahrhundert wurde die ursprüngliche Ansicht der Kirche verändert. Jedoch gingen die architektonischen Elemente des Kirchengebäudes (Kokoschniken, Sakomaren und andere) nicht verloren, sondern verblieben, allerdings verdeckt hinter den neuen Vorbauten und dem neuen Dach. Nur der Kirchturm wurde 1812 beim Brand Moskaus zerstört und 1846 bis 1850 als neuer, Turm mit Zeltdach errichtet.
Unter der Sowjetherrschaft wurde das Andronikow-Kloster mit der Kirche des Nicht von Menschenhand geschaffenen Erlöserbildnisses 1918 für Gottesdienste geschlossen und von verschiedenen Organisationen genutzt. In den 1930er Jahren arbeiteten die Restauratoren und Architekten Pjotr Maximow und Boris Ognjow an einem Restaurierungsprojekt der Kirche. Die Restauration wurde 1959 bis 1960 durchgeführt. 1989 wurde die Kirche der Russisch-Orthodoxe Kirche zurückgegeben.

## Fotos

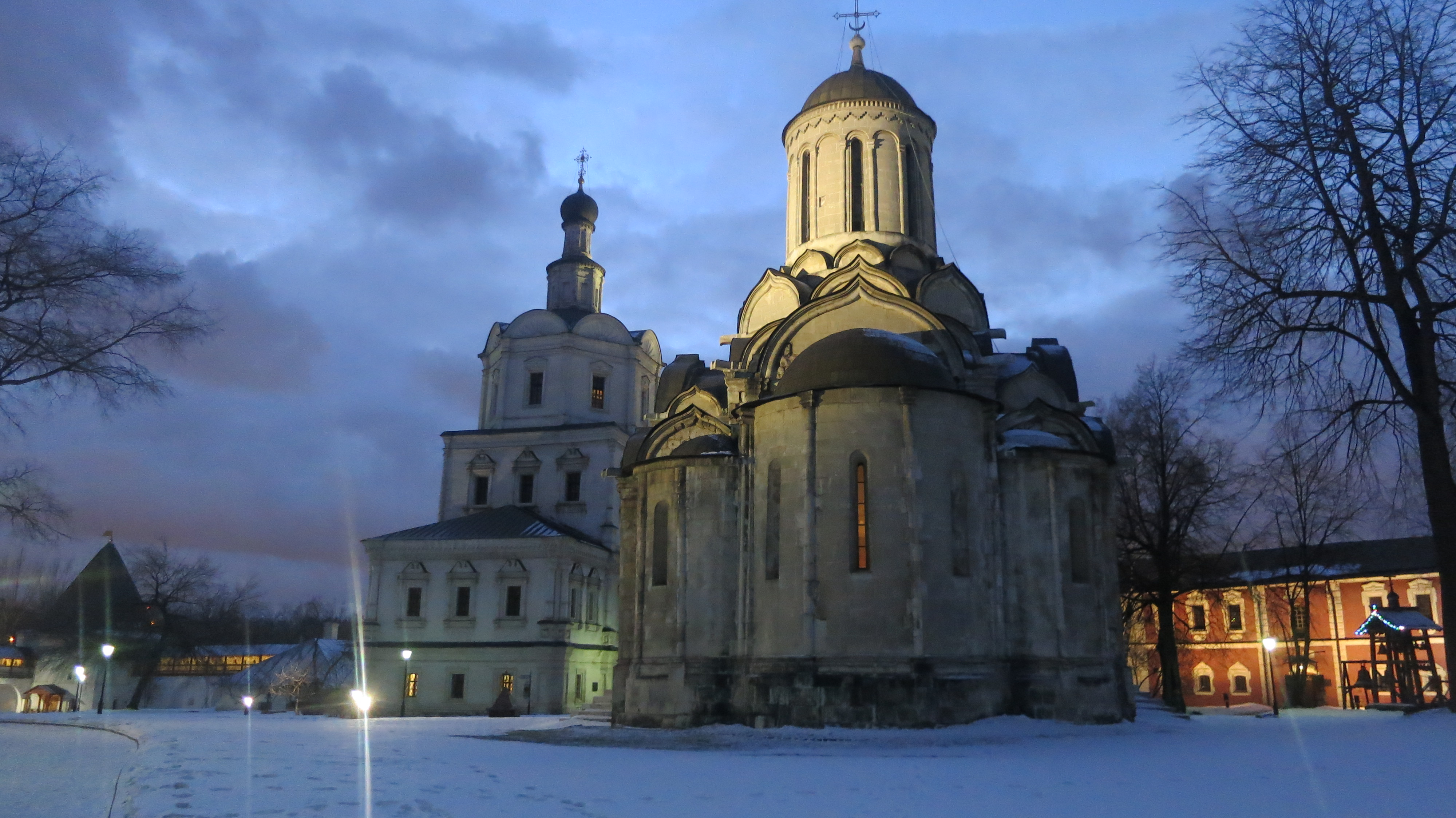
Kirche des Nicht von Menschenhand geschaffenen Erlöserbildnisses mit der  Kirche des Erzengels Michael
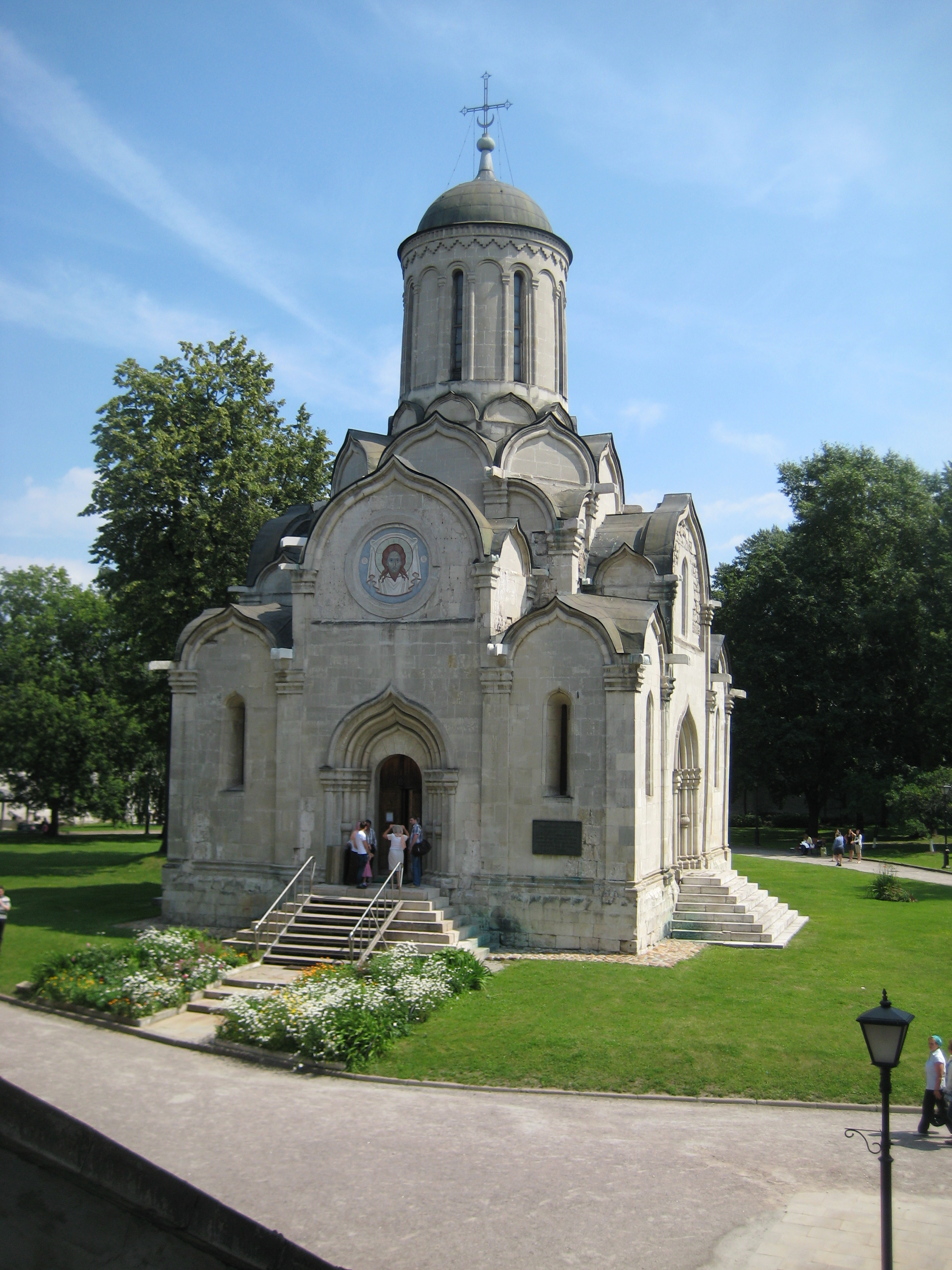
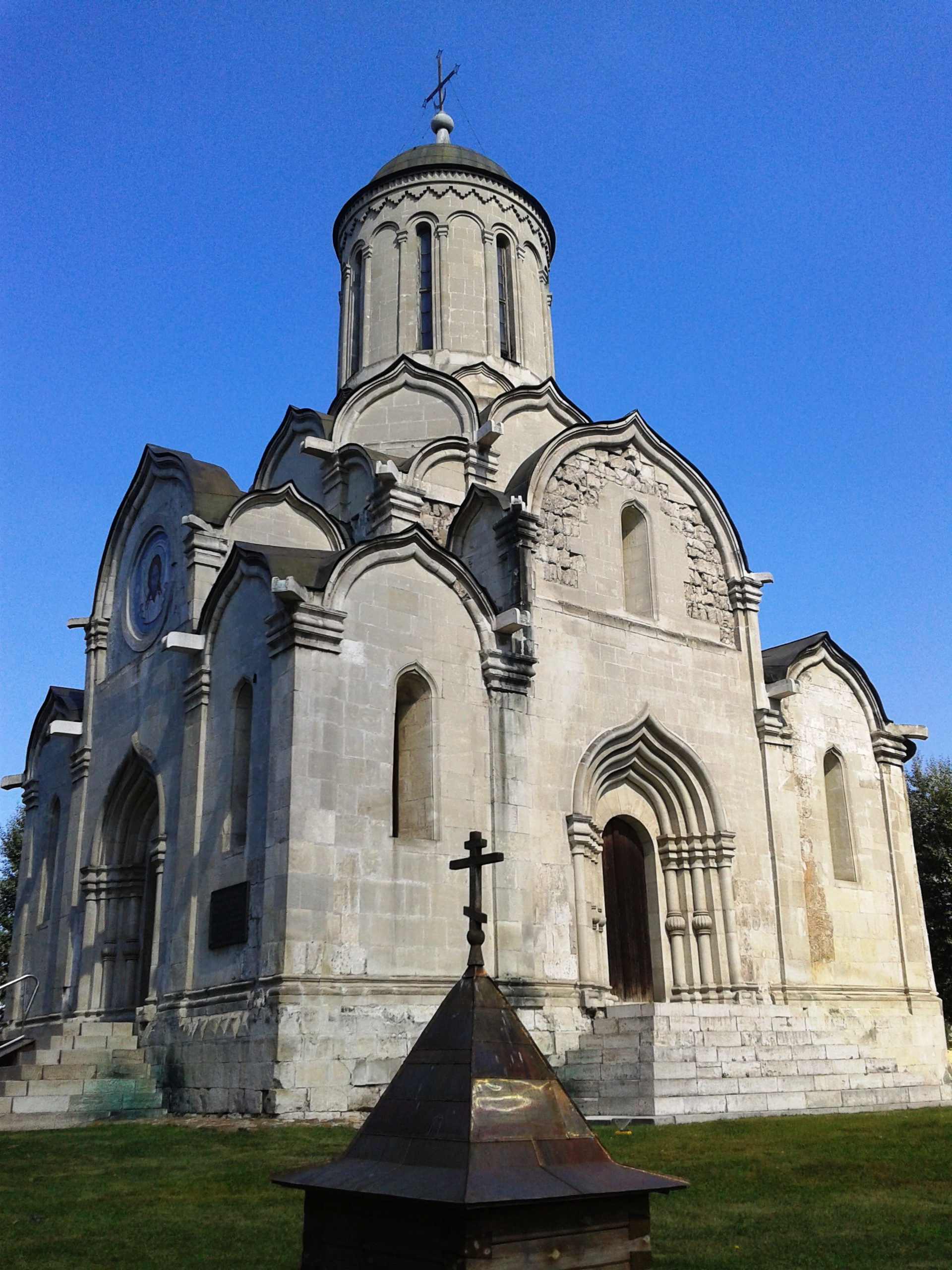
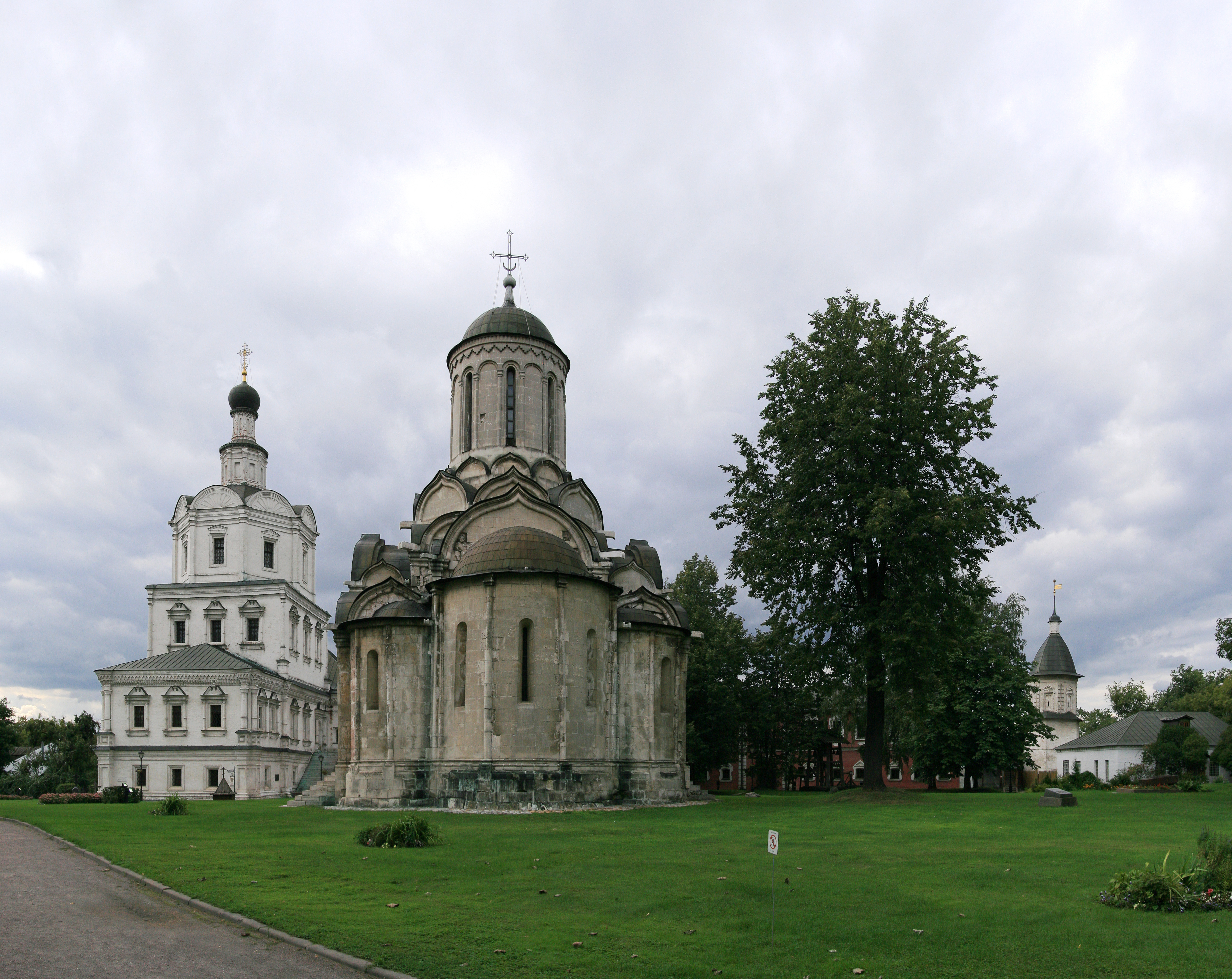
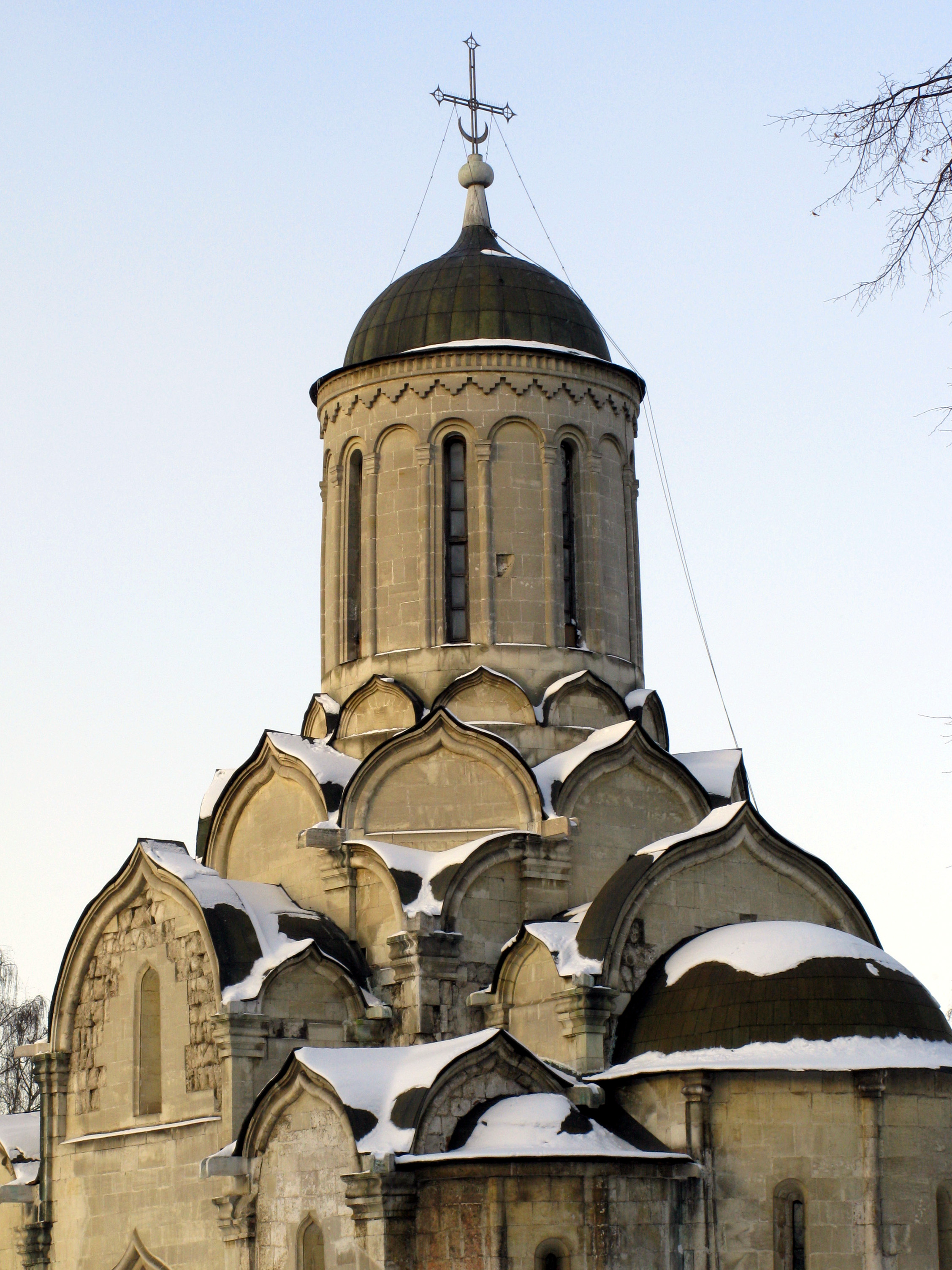
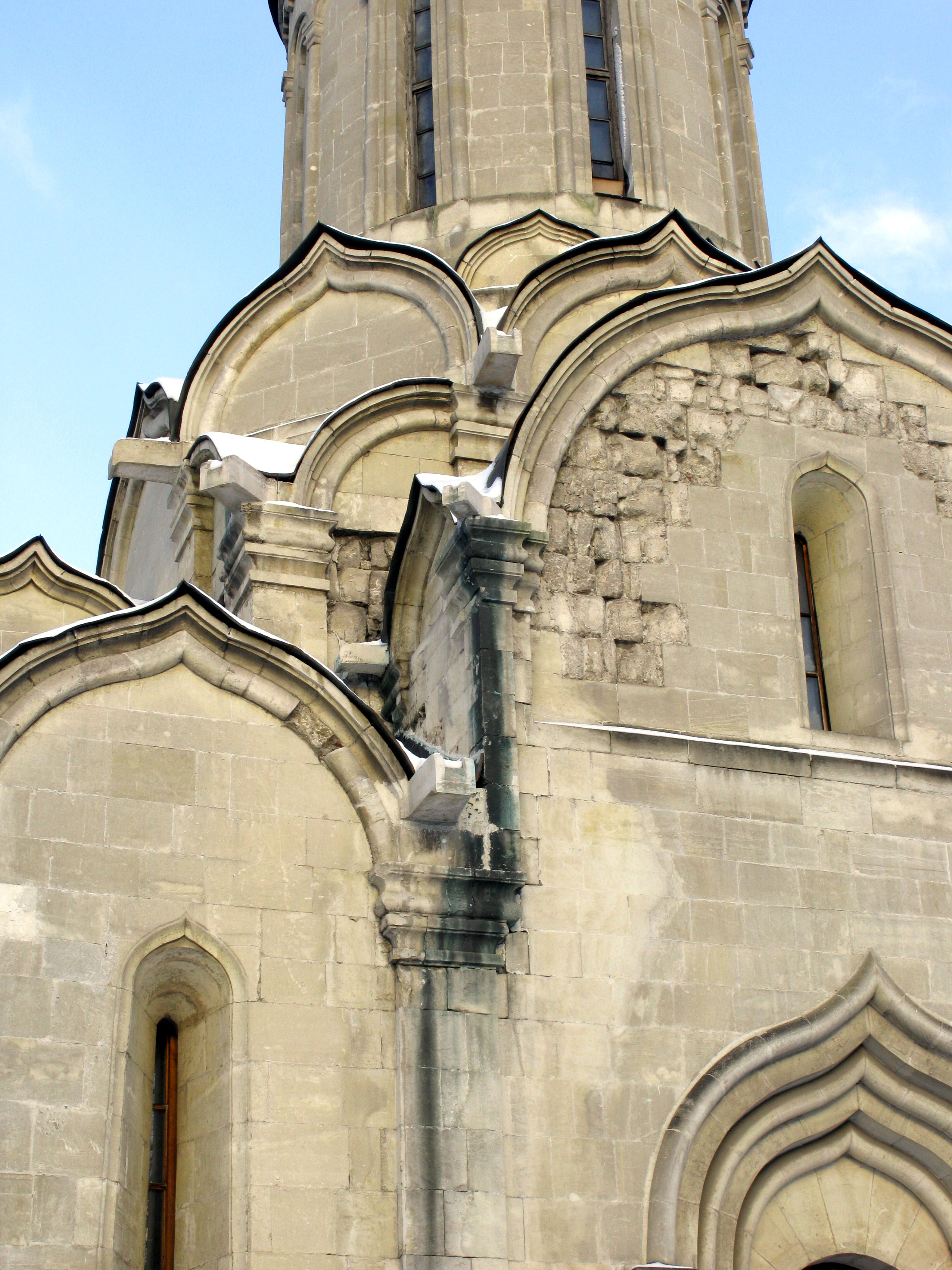